# Anabittacus iridipennis
Anabittacus iridipennis är en näbbsländeart som beskrevs av Douglas E. Kimmins 1929. Anabittacus iridipennis ingår i släktet Anabittacus och familjen styltsländor. Inga underarter finns listade i Catalogue of Life.